# Extensivité et intensivité (physique)

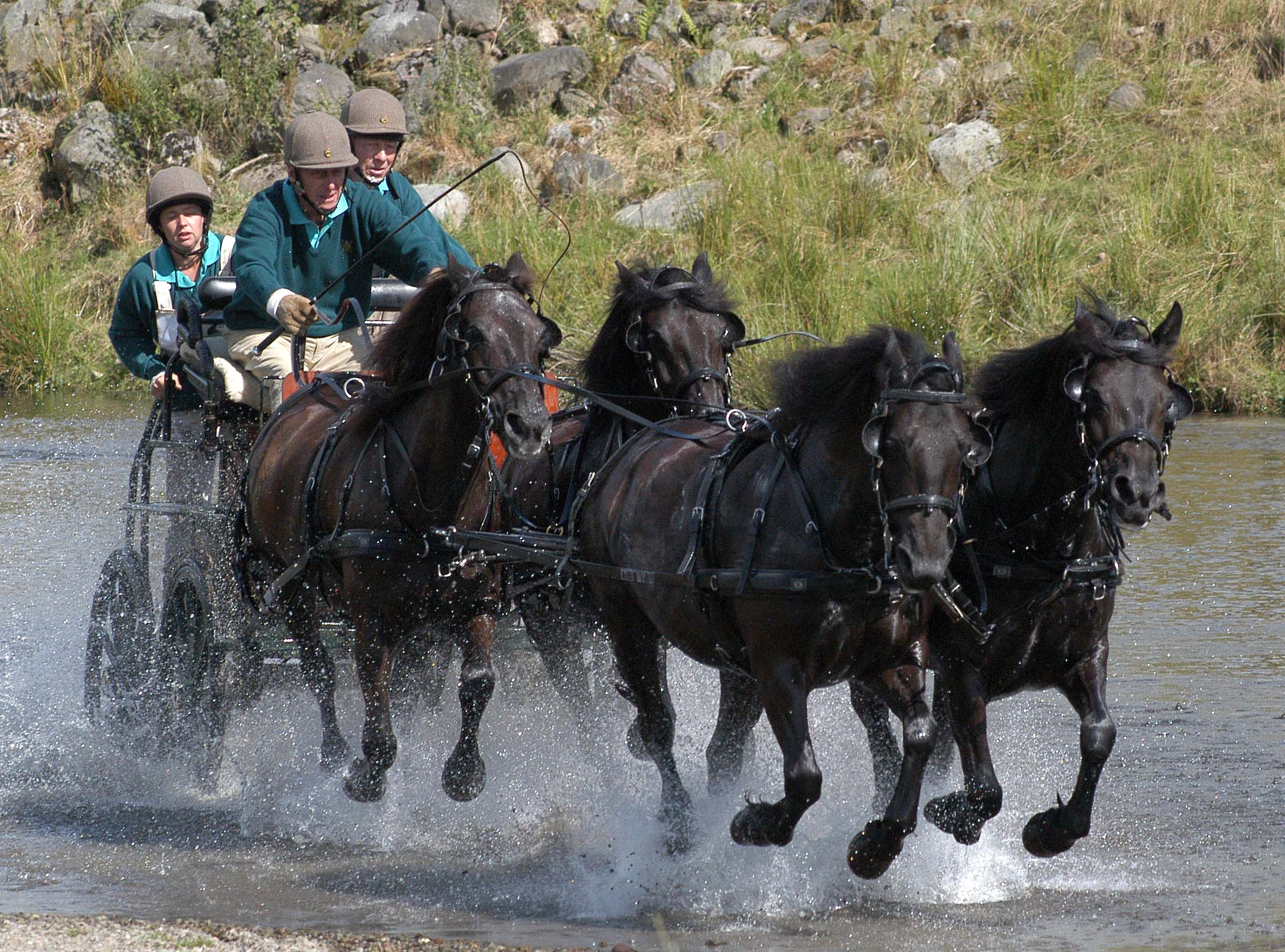
La puissance — grandeur extensive — est celle de quatre chevaux.
La vitesse — grandeur intensive — reste toujours celle d'un cheval.

Les grandeurs extensives et intensives sont des catégories de grandeurs physiques d'un système physique :
- une propriété est « intensive » si sa valeur ne dépend pas de la taille du système (en particulier, si sa valeur est la même en tout point d'un système homogène) : par exemple, la température ou la pression ;
- une propriété est « extensive » si elle est proportionnelle à une quantité caractéristique du système : par exemple, la masse ou le volume.

Si deux chevaux courent côte à côte et chacun à 60 km/h, à eux deux, ils font un ensemble allant aussi à 60 km/h (la vitesse est intensive) ; par contre, à eux deux, ils font un passage deux fois plus important qu'un cheval seul (débit, puissance et masse sont doublés : ce sont des grandeurs extensives).
Le rapport entre deux propriétés extensives d'un même objet est une grandeur physique intensive. Ainsi, le rapport entre la masse et le volume d'un objet est sa masse volumique moyenne, ce qui permet de mesurer la masse volumique intrinsèque de ce corps s'il est considéré comme homogène.

## Introduction

### Historique

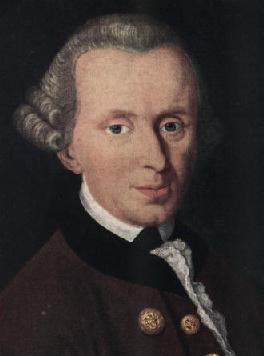
Emmanuel Kant critique l'approche d'Aristote sur les propriétés intensives et extensives.

Selon une terminologie ancienne, les propriétés physiques des systèmes, des objets, et des matériaux existant dans la Nature sont souvent décrites à l'aide des notions d'extensivité et d'intensivité, suivant qu'elles font référence ou non au corps dans son ensemble. Pour Emmanuel Kant, reprenant dans sa Critique de la raison pure les catégories d’Aristote dans le projet de sa philosophie transcendantale, les deux notions se distinguent ainsi :

« J'appelle grandeur extensive celle dans laquelle la représentation des parties rend possible la représentation du tout (et par conséquent la précède nécessairement) »

« J'appelle grandeur intensive la grandeur qui n'est appréhendée que comme unité et dans laquelle la pluralité ne peut être représentée que par son rapprochement de la négation = 0 »

Ces notions réfèrent au type de dépendance relativement à la taille ou à l'extension spatiale des objets étudiés. Plus précisément, l’étendue spatiale étant divisible (jusqu'à une certaine limite — voir mousse quantique), cette distinction est fondée sur la dépendance de l'objet étudié relativement à la divisibilité de l'étendue spatiale. Inversement, une grandeur intensive peut s'apprécier dans sa quantité indépendamment de l'extension spatiale considérée.
Cette terminologie a été réintroduite de manière plus systématique dans le domaine scientifique par le physicien Richard C. Tolman vers 1917. En particulier, la notion scientifique d'extensivité n'implique pas seulement une simple dépendance qualitative au tout, mais bien une proportionnalité quantitative à la grandeur de ce tout.

### Lien à l'étendue spatiale

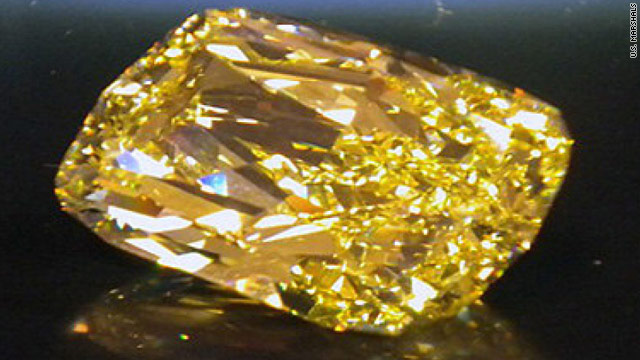
La dureté d'un diamant est une caractéristique intensive : elle ne dépend pas de sa taille.
La masse d'un diamant (en carats) est une propriété extensive : la masse totale des fragments d'un diamant cassé est égale à la masse du diamant intact.
Mais le prix n'est ni intensif, ni extensif : un gros diamant vaut beaucoup plus que la valeur résiduelle de ses fragments.

Ainsi une propriété intensive réfère à l'indépendance de la mesure correspondante relativement à la taille ou la quantité de matière présente dans le système,, : la température, l'indice de réfraction, la densité, etc., sont des grandeurs intensives. Quand un diamant est coupé, les parties générées par cette subdivision gardent leurs propriétés physiques (jusqu'à une certaine limite imposée par la nature du diamant).
Une propriété extensive est au contraire additive (relativement à ses parties indépendantes et sans interactions),,, autrement dit la propriété est proportionnelle à la quantité de matière présente dans le système. Par exemple la masse et le volume du diamant sont des propriétés extensives, mais pas sa dureté.
Intensif et extensif s'opposent comme intérieur et extérieur : une propriété intensive ne dépend que du point considéré, et peut donc s'apprécier de l'intérieur du système : en revanche une propriété extensive dépend de l'ensemble du système, et ne peut s'apprécier que de l'extérieur, où le système peut être appréhendé dans sa globalité. Une propriété localement définie est bien toujours intensive. Il faut en revanche être prudent pour ce qui est de l'extensivité : le fait pour une propriété de ne pouvoir être mesurée que sur l'ensemble d'un système n'implique pas qu'elle soit extensive au sens physique du terme, c'est-à-dire que « sa valeur sur la somme des parties est la somme des valeurs sur les parties ». Un contre-exemple évident est la surface d'une sphère (s=4πr²), bien définie sur l'ensemble du système, qui par rapport à son volume (v=4/3.πr³) varie non pas en proportion de v, mais en v à la puissance deux tiers : la superficie d'un corps tridimensionnel est une mesure ni intensive, ni extensive.

### Limites de la catégorisation
Cette catégorisation est imparfaite : certaines grandeurs ne sont pas parfaitement extensives. Par exemple, la masse d'un corps n'est pas exactement la somme des masses de ses particules car une partie de leur masse est utilisée sous forme d'énergie de liaison. Il en est de même de grandeurs intensives définies comme quotient de deux grandeurs imparfaitement extensives.
Lorsque les grandeurs physiques considérées sont des caractéristiques macroscopiques, la distinction entre grandeur extensive et grandeur intensive peut devenir problématique, et dépendre de la manière dont les sous-systèmes sont assemblés. Par exemple, si deux résistances sont placées en parallèle, la tension électrique aux bornes du système est la même qu'aux bornes de chaque sous-système, tandis que le courant électrique circulant dans l'ensemble est la somme du courant circulant dans chaque sous-système. Mais inversement, si les deux résistances sont montées en série, c'est la tension qui s'additionne et le courant qui est invariant. (On notera cependant que ni la tension ni le courant ne peuvent se mesurer à partir d'une mesure en un point, les deux grandeurs sont donc en réalité des grandeurs macroscopiques intégrales, et aucune ne peut donc être qualifiée d'intensive.)
D'autre part, la phrase « une grandeur qui n'est pas extensive est une grandeur intensive » est fausse. Certaines grandeurs ne sont ni intensives, ni extensives, par exemple le produit de deux grandeurs extensives, ou une fonction non linéaire d'une grandeur extensive. Même en faisant abstraction du cas académique où l'on prend une puissance arbitraire d'une quantité extensive (comme le carré du volume, par exemple, qui ne respecte pas la condition de linéarité), on trouve des systèmes thermodynamiques où des quantités fondamentales ne sont ni intensives ni extensives. Par exemple, en thermodynamique des trous noirs, la surface d'un trou noir est proportionnelle au carré de sa masse, et non à sa masse. Sa grandeur conjuguée, la gravité de surface, proportionnelle à la température de Hawking, n'est elle aussi ni extensive ni intensive.

## Définitions

### Extensivité

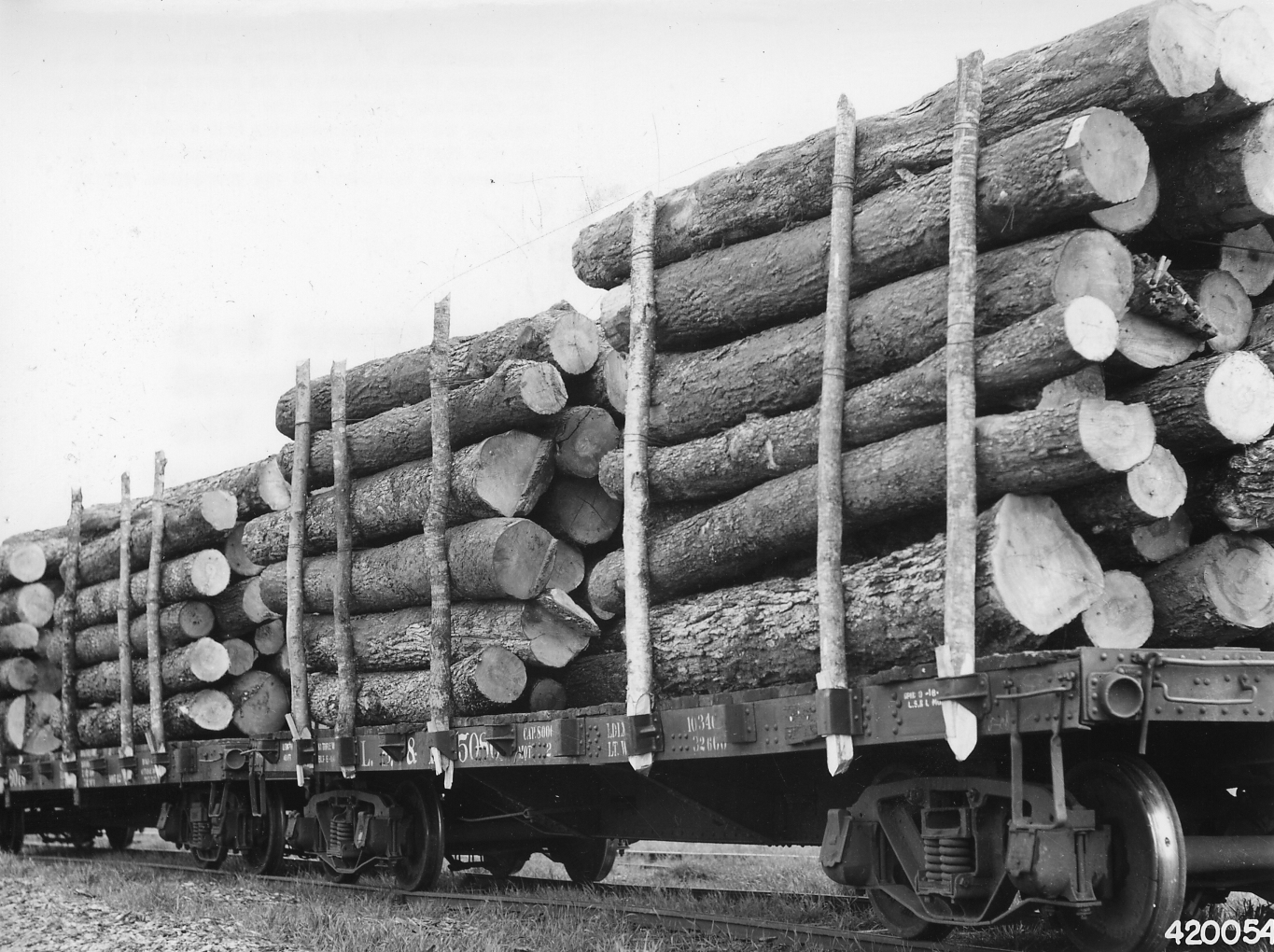
Volume et masse s'additionnent, de même que le nombre d'individus : ce sont des grandeurs extensives.

La mesure d'une grandeur extensive porte nécessairement sur l'ensemble du système considéré, et sa valeur est en proportion de la « taille » de ce système.
Plus précisément, en physique et en chimie, on dit d'une grandeur G qu'elle est extensive lorsque la somme des valeurs de cette grandeur pour deux systèmes disjoints est égale à la valeur de la grandeur pour la réunion des systèmes.
De la même manière on peut écrire que G est une grandeur extensive dépendant par exemple de la quantité de matière n et du volume V si : 
{\displaystyle \forall \alpha ,\quad G(\alpha n,\alpha V)=\alpha \,G(n,V)}.
Pour cette raison on qualifie aussi souvent les grandeurs extensives d'additives bien que les deux termes ne soient synonymes qu'à la limite thermodynamique. Une grandeur physique {\displaystyle G} est dite additive si et seulement si pour toute partition macroscopique de {\displaystyle (\Sigma )}, on a la relation d'additivité :
Par exemple, le volume {\displaystyle V} et le nombre de particules {\displaystyle N} sont des grandeurs additives.

### Intensivité

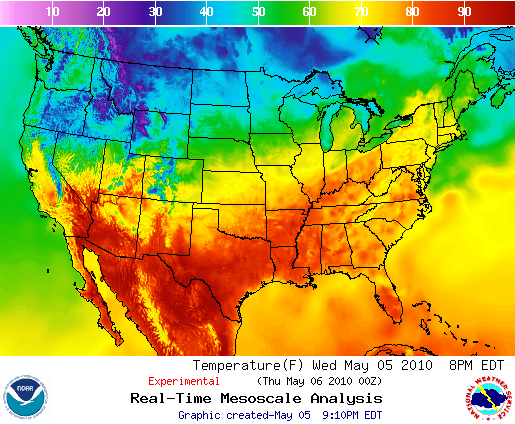
La température est une grandeur intensive : elle a une valeur en tout point (elle définit un champ scalaire).

Une grandeur intensive est une grandeur physique dont la mesure peut être faite ponctuellement, parce qu'elle ne dépend pas de la « taille » du système considéré (taille au sens large, mesurée par une grandeur extensive : masse, quantité de matière, volume, etc.).
Une grandeur intensive permet de caractériser l'homogénéité d'un système (pour cette grandeur), et inversement : une grandeur physique {\displaystyle G} est dite intensive si et seulement si sa valeur reste identique pour toute partie d'un système homogène ; et réciproquement, on qualifie un système d’homogène si toutes les grandeurs intensives considérées y prennent une valeur identique dans toutes ses sous-parties.
{\displaystyle {\text{si :}}\ G(S_{1})=G(S_{2})\quad {\text{alors}}\quad G(S_{1}\cup S_{2})=G(S_{1})=G(S_{2})}
Par exemple, dans un système à l'équilibre thermique, la température est une grandeur intensive, parce qu'il est possible de la mesurer en un point quelconque. Si l'on divise le système en deux parties, la température d'une des parties sera celle de l'autre, et sera la même que celle mesurée sur l'ensemble. Ceci étant, un objet à l'équilibre thermique ne sera pas nécessairement homogène, par exemple, sur le plan de la densité.
Certaines grandeurs physiques ne sont définies que pour un corps homogène. Ainsi, la température d’ébullition de l'eau est une grandeur intensive, définie indépendamment de la quantité d'eau considérée.
Plus généralement, dans un système physique quelconque et non nécessairement homogène, une grandeur physique intensive se traduit alors le plus souvent par un champ, c'est-à-dire une fonction de la position du point considéré. Ce sont de telles grandeurs physiques qui font l'objet de l'analyse vectorielle. Une grandeur scalaire intensive est donc un champ scalaire, et une grandeur vectorielle intensive un champ vectoriel. De la même manière, le tenseur des déformations et le tenseur des contraintes, définis en tout point d'un solide déformable, sont des champs tensoriels.

### Exemples
On compte parmi les grandeurs extensives courantes :
- masse ;
- quantité de matière ;
- volume ;
- (surface, longueur) ;
- charge électrique ;
- avancement de réaction ;
- entropie ;
- capacité thermique ;
- enthalpie,  enthalpie libre ;
- débit ;
- forces ;
- énergie, énergie libre

On compte parmi les grandeurs intensives courantes :
- vitesse ;
- accélération ;
- pression ;
- température ;
- chaleur spécifique ;
- température d'ébullition ;
- température de fusion
- densité ;
- densité de particule ;
- masse volumique ;
- potentiel d'oxydoréduction ;
- molalité
- tension superficielle ;
- couleur ;
- concentration massique ;
- concentration molaire ;
- perméabilité magnétique ;
- affinité chimique

## Composition de grandeurs

### Grandeurs «spécifiques»

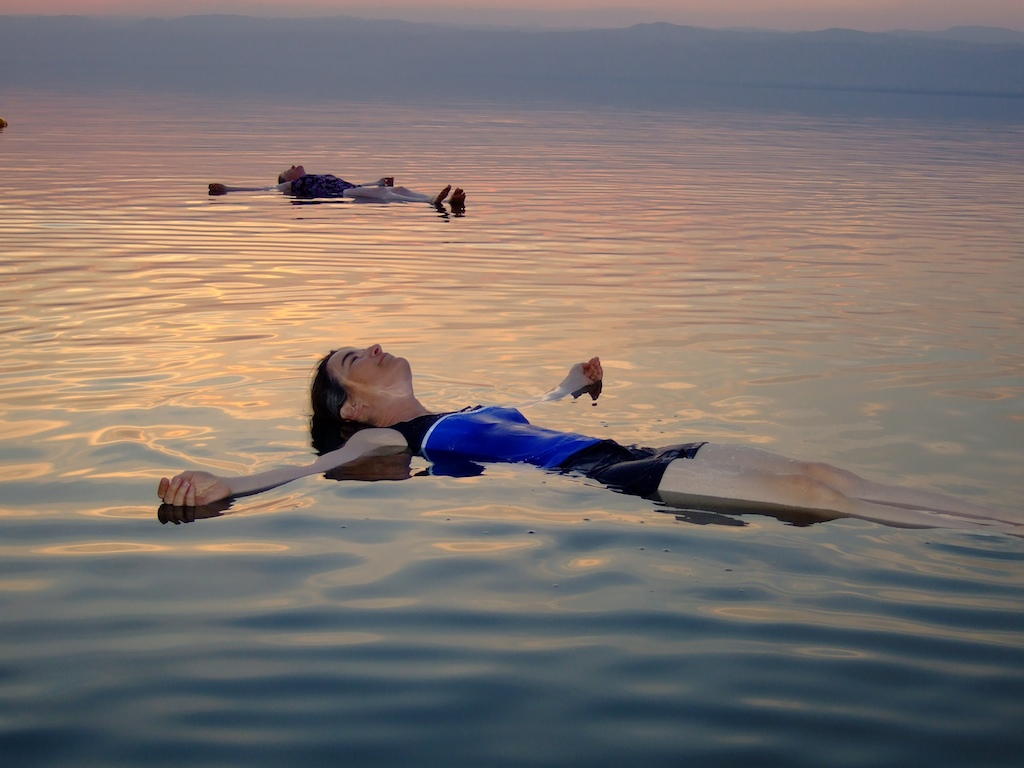
Rapport de la masse au volume, pour un volume quelconque supposé homogène, la densité d'un liquide (ici, l'eau de la mer Morte) est une grandeur intensive.
La densité moyenne d'un baigneur (non homogène) est le rapport de sa masse totale à son volume total.
La flottabilité dépend du rapport des densités, non des masses.

Le quotient de deux grandeurs extensives (par exemple la masse {\displaystyle m} divisée par le volume {\displaystyle V}) donne toujours une grandeur intensive (la masse volumique {\displaystyle \rho =m/V}). Le rapport de deux grandeurs extensives est donc invariant d'échelle, c'est une propriété intensive.
En général, une grandeur extensive d'un système peut être ainsi associée à au moins une grandeur intensive. D'une manière générale, toutes les grandeurs physiques qualifiées de « massique », « volumique » ou « molaires » sont ainsi des grandeurs intensives, où la grandeur extensive dont elle porte le nom est ramenée à la masse, au volume, ou plus rarement à la quantité de matière considérée. Ces grandeurs peuvent être génériquement qualifiées de « spécifiques », lorsque la quantité de référence n'est pas ambiguë : typiquement, le volume spécifique est le volume d'un matériau divisé par sa masse, et la masse spécifique est son inverse. De même, toutes les grandeurs physiques qualifiées de « densité » sont définies par des rapports (infinitésimaux) ramenés à l'unité de volume, de surface ou de longueur, et sont donc des grandeurs intensives.

### Rapport infinitésimal et intégration
La grandeur intensive ramenée à un volume n'a de sens physique que lorsque le volume considéré est homogène. Cependant, il est toujours possible de considérer un volume élémentaire de matière suffisamment petit pour que la propriété puisse y être considérée comme localement constante. Par exemple, l'aimantation locale {\displaystyle {\vec {M}}(x)} d'un matériau magnétique est définie à partir de la propriété macroscopique extensive qu'est le moment magnétique {\displaystyle {\vec {\mu }}}, comme la limite du moment magnétique spécifique lorsque le volume considéré devient infinitésimal :
{\displaystyle {\vec {M}}=\lim _{\Delta V\rightarrow 0}\left({{\vec {\mu }}(x) \over \Delta V(x)}\right)={d{\vec {\mu }} \over dV}}
C'est donc par construction une grandeur intensive.
Inversement, lorsqu'une grandeur physique intensive est ainsi définie par un rapport volumique élémentaire, son intégrale sur un système physique donnera par construction la grandeur extensive associée :
{\displaystyle \int _{V}{\overrightarrow {M(v)}}.\mathrm {d} v={\vec {\mu }}(V)}
Dans le cas où la grandeur intensive n'est pas homogène sur l'espace considéré, la division de la grandeur extensive par le volume d'intégration représente la moyenne de sa valeur sur le système physique :
{\displaystyle {{\vec {\mu }}(V) \over V}={\int _{V}{\overrightarrow {M(v)}}.\mathrm {d} v \over \int _{V}\mathrm {d} v}}
Remarque : s'il est correct de dire qu'une grandeur intensive est définie localement et ne dépend pas de la taille du système, ce n'est en revanche plus le cas si l'on considère la valeur moyenne de cette grandeur, laquelle dépend du domaine d'intégration et donc « dépend de la taille » dès lors que le système considéré n'est pas homogène. Ainsi, la température moyenne aux États-Unis un 4 juillet ne sera pas la même suivant que l'on inclut ou non l'Alaska.
Remarque : si l'intégrale volumique d'une grandeur intensive peut toujours être mathématiquement définie, le résultat n'est pas nécessairement une grandeur physique pertinente : ce n'est le cas que lorsque la grandeur extensive associée sur un volume élémentaire est par ailleurs additive. C'est souvent le cas pour une grandeur scalaire, mais rarement pour une grandeur vectorielle. Ainsi, l'intégrale d'un vecteur déplacement sur le volume d'un corps déformable donne bien un vecteur, de dimension L 4, qui (étant une intégrale de volume) est bien nécessairement une grandeur extensive, mais cette grandeur n'a pas de sens physique ; et la valeur moyenne sur le système ou l'une de ses parties n'a pas d'interprétation simple en dehors du cas d'un solide indéformable.

### Intégrale curviligne et de surface
La relation simple voulant que « intégrale » = « additivité » = « grandeur extensive » demande à être nuancée lorsque les intégrales ne portent pas sur des volumes, mais sur des surfaces ou des longueurs, parce que l'additivité concerne dans ce cas l'intégrale, et non le volume ou la quantité de matière.
En règle générale, les équations différentielles et intégrales de grandeurs physiques sur les surfaces et les chemins n'ont de sens que lorsqu'elles traduisent la représentation d'un système physique qui est lui-même en deux dimensions, ou linéaire (et que ces quantités physiques sont relatives, donc, aux concentrations surfaciques ou linéiques).
Ce n'est pas nécessairement le cas, et autant une intégrale de volume d'une quantité intensive donne par nature une quantité additive donc extensive, autant une intégrale de surface ou curviligne ne peut traduire une grandeur physique pertinente que dans la mesure où le problème physique traduit un système physique relevant effectivement d'une surface ou d'une dimension linéaire, et donc, par rapport à ce problème particulier.
Des intégrales de surface ou curvilignes ont un sens physique très particulier, qui fait remonter le « niveau d'intégration » d'un cran, dans deux cas spécifiques :
D'après le théorème de flux-divergence, si un champ vectoriel {\displaystyle \scriptstyle {\overrightarrow {U(p)}}} se présente comme la divergence d'un champ {\displaystyle \scriptstyle {\overrightarrow {U(p)}}={\overrightarrow {\nabla }}\cdot {\overrightarrow {V(p)}}}, alors l'intégrale de ce champ  {\displaystyle \scriptstyle {\overrightarrow {U(p)}}} sur un volume donné est égale au flux, sur la surface frontière du volume, du champ {\displaystyle \scriptstyle {\overrightarrow {V(p)}}} dont il est la divergence :
{\displaystyle \iiint _{\mathcal {V}}{\overrightarrow {U}}{\rm {d}}V=\iiint _{\mathcal {V}}{\overrightarrow {\nabla }}\cdot {\overrightarrow {V}}{\rm {d}}V=\iint _{\partial {\mathcal {V}}}{\overrightarrow {V}}\cdot \mathrm {d} {\overrightarrow {S}}}
Ce théorème reflète une loi de conservation : la divergence exprime la dispersion ou la concentration d’une grandeur (telle une masse par exemple), et l'égalité précédente indique qu’une dispersion au sein d’un volume s’accompagne nécessairement d’un flux total équivalent sortant de sa frontière.
D'autre part, d'après le théorème de Stokes, si un champ vectoriel {\displaystyle \scriptstyle {\overrightarrow {U(p)}}} se présente comme le rotationnel d'un champ {\displaystyle \scriptstyle {\overrightarrow {U(p)}}={\overrightarrow {\nabla }}\wedge {\overrightarrow {V(p)}}}, alors le flux de ce champ  {\displaystyle \scriptstyle {\overrightarrow {U(p)}}} à travers une surface est égale à la circulation sur la courbe frontière de la surface du champ  {\displaystyle \scriptstyle {\overrightarrow {V(p)}}} dont il est le rotationnel :
{\displaystyle \iint _{S}{\overrightarrow {U(p)}}\cdot \mathrm {d} {\vec {S}}=\iint _{S}{\overrightarrow {\nabla }}\wedge {\overrightarrow {V(p)}}\cdot \mathrm {d} {\vec {S}}=\oint _{\partial S}{\overrightarrow {V(p)}}\cdot \mathrm {d} {\vec {l}}}
où {\displaystyle \scriptstyle \mathrm {d} {\vec {l}}} est le vecteur directeur de la courbe en tout point, et {\displaystyle \scriptstyle \mathrm {d} {\vec {S}}} le vecteur normal à un élément de surface infinitésimal dont la norme est égale à la surface de l'élément.

### Grandeurs dérivées
Les grandeurs physiques peuvent se combiner entre elles pour former des grandeurs qualifiées de « dérivées » ou « composées ». Ces grandeurs peuvent de même être classifiées en « intensives » et « extensives ».
Supposons d'une manière générale une grandeur composée {\displaystyle F(\{a_{i}\},\{A_{j}\})}, fonction d'un ensemble de grandeurs intensives {\displaystyle \{a_{i}\}} et d'un ensemble de grandeurs extensives {\displaystyle \{A_{j}\}}. Si la taille du système est augmentée d'un certain facteur {\displaystyle \alpha }, seules les grandeurs extensives seront modifiées (puisque les grandeurs intensives sont par hypothèse indépendantes de la taille du système. La grandeur caractérisant le système mis à l'échelle est donc {\displaystyle F(\{a_{i}\},\{\alpha A_{j}\})}.
La grandeur {\displaystyle F} sera elle-même une grandeur intensive si elle est indépendante du facteur {\displaystyle \alpha }, c'est-à-dire que :
{\displaystyle \forall \alpha :F(\{a_{i}\},\{\alpha A_{j}\})=F(\{a_{i}\},\{A_{j}\})}
Autrement dit, la fonction doit être une fonction homogène de degré zéro par rapport à ses grandeurs extensives {\displaystyle \{A_{j}\}}. On en déduit en particulier que le rapport entre deux grandeurs extensives est une grandeur intensive, comme signalé ci-dessus.
Inversement, la grandeur {\displaystyle F}  sera une grandeur extensive si elle est proportionnelle au facteur {\displaystyle \alpha }, c'est-à-dire que :
{\displaystyle \forall \alpha :F(\{a_{i}\},\{\alpha A_{j}\})=\alpha F(\{a_{i}\},\{A_{j}\}).\,}
Autrement dit, la fonction doit être une fonction homogène de degré un par rapport à ses grandeurs extensives {\displaystyle \{A_{j}\}}.
On en déduit d'après le théorème d'Euler que :
{\displaystyle F(\{a_{i}\},\{A_{j}\})=\sum _{j}A_{j}\left({\frac {\partial F}{\partial A_{j}}}\right)}
Cette formule est parfois utile pour déterminer certaines relations thermodynamiques.

## Thermodynamique

### Grandeurs physiques et variables thermodynamiques
En thermodynamique d'équilibre, l'état d'un système est résumé par une série de mesures physiques. Les « grandeurs physiques » ainsi mesurées sont les « variables d'état » de ce système, ou encore les « paramètres » décrivant l'état d'équilibre.
Un paramètre extensif (ou une variable extensive) est un paramètre caractérisant un système physique proportionnel à la taille de ce système. À l'inverse, une variable intensive (ou paramètre intensif) caractérise l'état du système indépendamment de sa taille, le système étant supposé à l'équilibre et homogène.
Les notions d'extensivité et d'intensivité sont donc assez différentes selon que l'on considère le cas général de la physique ou le cas particulier de la thermodynamique, beaucoup plus spécialisé :
- alors qu'une grandeur physique peut être de nature très variée (vecteur, tenseur, distribution, etc.), une variable thermodynamique est nécessairement une grandeur scalaire ;
- alors qu'une grandeur physique intensive correspond le plus souvent à un champ (dont la valeur dépend du point considéré), une variable thermodynamique est nécessairement constante sur le système supposé homogène et ne prend donc qu'une valeur unique.

### Description locale d'un système thermodynamique
En général, à une variable extensive correspond une variable intensive associée, décrivant localement une propriété analogue (masse et masse volumique, énergie interne et température, quantité de mouvement et vitesse, etc.).
Le rapport de deux variables extensives étant une variable intensive (par exemple : les densités comme la masse volumique, la densité surfacique de charge, etc.), il est toujours possible de caractériser un système par un jeu de variables ne dépendant pas de la taille ou du nombre de particules du système. En toute rigueur d'ailleurs, une fonction thermodynamique ne doit s'exprimer qu'en fonction de variables intensives afin de rendre la description du système la plus générale possible. On retrouve ce principe dans la théorie des maquettes où la description s'appuie sur des nombres sans dimension (donc naturellement intensifs) afin d'étudier des propriétés transposables aux objets à taille réelle.

### Variables conjuguées
Le produit d'une variable extensive (par exemple le volume {\displaystyle V}) par une intensive (par ex. la pression {\displaystyle P}) donne encore une variable extensive ({\displaystyle PV} est une énergie) ; lorsque ce produit est une énergie, ces deux variables sont dites  variables conjuguées.

### Limite thermodynamique et approche mathématique
Soit un système {\displaystyle \Sigma } et une variable G définie par exemple par le nombre de particule n. G est dite extensive si et seulement si le rapport de G sur n a une limite finie quand n tend vers l'infini :
On appelle cela le passage à la limite thermodynamique. {\displaystyle \rho =n/V} est la densité du système, supposée indépendante de n. La variable {\displaystyle g} est alors une variable intensive associée à G et n.
On retrouve bien le fait qu'une variable extensive est, à la limite thermodynamique, proportionnelle à la taille du système :

### Exemple: l'énergie interne
« Y a-t-il deux fois plus d'énergie dans deux litres d'essence que dans un litre ? »

La réponse à cette question, qui peut sembler anodine, n'est pas triviale du tout. Elle n'a de chance d'être positive qu'à la limite thermodynamique seulement ; en effet, l'énergie interne U d'un liquide ordinaire est une variable extensive bien qu'elle ne soit pas additive !

#### «Preuve» élémentaire
Considérons une partition du liquide {\displaystyle (\Sigma )} en deux sous-systèmes macroscopiques {\displaystyle (\Sigma _{1})} et {\displaystyle (\Sigma _{2})} ayant en commun la surface-frontière S. On peut écrire pour l'énergie interne du liquide {\displaystyle (\Sigma )} la relation exacte :
où :
- {\displaystyle U_{i}} est l'énergie interne du sous-système {\displaystyle (\Sigma _{i})}.
- {\displaystyle U_{\mathrm {int} }} est l'énergie interne d'interaction, qui provient de la somme des énergies potentielles d'interactions entre certaines molécules du sous-système {\displaystyle (\Sigma _{1})} et d'autres du sous-système {\displaystyle (\Sigma _{2})} proches de la frontière, car dans un liquide ordinaire, les forces d'interaction entre molécules semblent à courte portée. La présence de cette énergie d'interaction non nulle montre clairement que l'énergie interne n'est pas additive en général.

Montrons cependant que cette énergie d'interaction tend vers zéro à la limite thermodynamique des grands systèmes. Soit l  la longueur caractéristique de la portée de l'interaction. Les molécules qui contribuent à l'énergie d'interaction {\displaystyle U_{\mathrm {int} }} sont situées dans un volume v de l'ordre du produit de la surface de séparation S multiplié par la longueur 2 l :
Soit {\displaystyle L} une longueur caractéristique du liquide {\displaystyle (\Sigma )}, de telle sorte que son volume total {\displaystyle V} soit de l'ordre de :
Alors, la surface de séparation S est de l'ordre de :
de telle sorte que le volume de la zone d'interaction est de l'ordre
Les forces d'interaction étant supposées à courte portée, {\displaystyle l\ll L} et on obtient :
Plus précisément, il vient à la limite thermodynamique :
On aura donc une énergie d'interaction nulle à la limite thermodynamique :

#### Preuve rigoureuse?
Dans la réalité, les molécules du liquide sont constituées à l'échelle fondamentale de protons, de neutrons et d'électrons, et ces particules interagissent essentiellement via des forces coulombiennes et gravitationnelles qui sont de portée infinie. Il n'est a priori pas du tout évident que les interactions intermoléculaires « résiduelles » soient bien à courtes portées, ce qui rend la « preuve » élémentaire précédente caduque. Plus grave, nous savons que la matière doit être décrite par la mécanique quantique à l'échelle microscopique.
- La première tentative sérieuse de preuve de l'extensivité de l'énergie interne a été proposée en 1950[7]. Mais, dans le cadre de la mécanique statistique classique, cet auteur utilisait un potentiel d'interaction intermoléculaire de type « cœur-dur », donc peu réaliste.
- En 1969 a été démontré[8] dans le cadre de la mécanique quantique qu'un système de N particules en interaction gravitationnelle possédait un état fondamental d'énergie :
  - {\displaystyle E_{0}\sim N^{3}} pour des  bosons.
  - {\displaystyle E_{0}\sim N^{7/3}} pour des fermions.

Autrement dit, l'énergie interne n'est jamais extensive dans le cas d'interactions purement gravitationnelles, qui sont toujours attractives.
- En 1967, il a été montré[9] que, dans le cadre de la mécanique quantique d'un système de N particules en interaction électrostatique, ce système possédait un état fondamental d'énergie : {\displaystyle E_{0}\sim N} si toutes les particules d'un des signes de la charge électrique étaient des fermions. L'énergie interne a alors dans ce cas une chance d'être extensive. Mais, dans le cas contraire où il existerait des bosons possédant les deux signes de charge, ces deux auteurs réussissaient seulement à estimer : {\displaystyle N^{5/3}\leq E_{0}\leq N^{7/5}}, ce qui suffit à montrer que  l'énergie interne n'est encore pas extensive.

### Lien entre variables extensives et variables intensives
En général une variable extensive est associée à une variable intensive, et vice versa : la température {\displaystyle T} est associée à l'entropie {\displaystyle S}, la pression {\displaystyle p} est associée au volume {\displaystyle V}, le potentiel chimique {\displaystyle \mu } est associé au nombre de particules {\displaystyle N}, etc.
En effet, le passage de la description {\displaystyle f} d'un système thermodynamique à {\displaystyle n} variables {\displaystyle x_{i}} ({\displaystyle i=1} à {\displaystyle n}) en fonction d'une variable extensive {\displaystyle x_{j}} vers une description {\displaystyle g} en fonction de la variable intensive {\displaystyle y_{j}} associée à {\displaystyle x_{j}} s'effectue grâce à la transformation de Legendre :
avec
On dit que les variables {\displaystyle x_{j}} et {\displaystyle y_{j}} sont des variables conjuguées.
Par exemple, considérons le cas de l'énergie interne {\displaystyle U(S,V,N)}. D'après {\displaystyle \mathrm {d} U=T{\mbox{d}}S-p{\mbox{d}}V+\mu {\mbox{d}}N}, on voit que {\displaystyle T} est la variable conjuguée de {\displaystyle S} :
Le calcul de l'énergie libre {\displaystyle F=U-TS} consiste donc à faire une transformation de Legendre de l'énergie interne.
En conclusion, une variable extensive est conjuguée à une variable intensive, et vice versa.